# Metleucauge dentipalpis
Metleucauge dentipalpis är en spindelart som först beskrevs av Kroneberg 1875.  Metleucauge dentipalpis ingår i släktet Metleucauge och familjen käkspindlar. Inga underarter finns listade i Catalogue of Life.